# Gatunek typowy
Gatunek typowy – gatunek wyznaczony przez systematyków jako typ nomenklatoryczny rodzaju. Typ nie musi być typowym przedstawicielem reprezentowanego taksonu, nie musi też świadczyć o jego zmienności. Typ umożliwia identyfikację taksonów. Okazy będące typami przechowywane są w specjalnych kolekcjach, a miejsce przechowywania wzorca jest dokładnie znane. W razie wątpliwości można odwołać się do gatunku typowego i wyróżnionych dla niego cech diagnostycznych. 
Każda nazwa gatunkowa powinna posiadać tzw. holotyp, czyli okaz, na podstawie którego wyróżniono i opisano dany gatunek. Przed wybraniem holotypu wszystkie okazy serii oryginalnej określa się mianem syntypów, a po wybraniu holotypu okazy serii oryginalnej nazywane są mianem paratypów. Gdy z jakichś przyczyn holotyp nie istnieje, z serii okazów zebranych razem z holotypem wybiera się inny okaz – tzw. lektotyp. Jeśli nie istnieje ani holotyp, ani seria oryginalna, wybiera się nowy wzorzec – tzw. neotyp. Osobnik płci odmiennej od płci holotypu to alotyp. 
Prawdziwą wartość z punktu widzenia taksonomii mają jedynie holotypy, lektotypy i neotypy.